# Brian Shelley
Brian Shelley (Dublino, 15 novembre 1981) è un ex calciatore irlandese, di ruolo difensore.
Nominato giocatore dell'anno della PFAI nel 2007, si è trasferito al Bohemian il 26 gennaio 2009.

## Palmarès

### Club

#### Competizioni nazionali
- Campionato irlandese: 3

Drogheda United: 2007
Bohemians: 2001, 2009
- Coppa d'Irlanda: 1

Bohemians: 2001
- Coppa di Lega irlandese: 1

Bohemians: 2009

#### Competizioni internazionali
- Setanta Sports Cup: 2

Drogheda United: 2006, 2007

### Individuale
- Giocatore dell'anno della PFAI: 1

2007